# Батлер (округ, Небраска)
Шаблон:StateAbbr_ 41°13′ пн. ш. 97°08′ зх. д. / 41.22° пн. ш. 97.13° зх. д.
Округ Батлер (англ. Butler County) — округ (графство) у штаті Небраска, США. Ідентифікатор округу 31023.

## Історія
Округ утворений 1868 року.

## Демографія
За даними перепису 
2000 року 
загальне населення округу становило 8767 осіб, зокрема міського населення було 2572, а сільського — 6195.
Серед мешканців округу чоловіків було 4472, а жінок — 4295. В окрузі було 3426 домогосподарств, 2351 родин, які мешкали в 3901 будинках.
Середній розмір родини становив 3,13.
Віковий розподіл населення поданий у таблиці:
| Стать    | До 15 років | 15-21 | 22-29 | 30-39 | 40-49 | 50-65 | 65-85 | Понад 85 |
| -------- | ----------- | ----- | ----- | ----- | ----- | ----- | ----- | -------- |
| Чоловіки | 1009        | 480   | 354   | 568   | 685   | 680   | 629   | 67       |
| Жінки    | 938         | 360   | 295   | 557   | 613   | 675   | 717   | 140      |

## Суміжні округи
- Колфакс — північ
- Сондрес — схід
- Сюорд — південь
- Йорк — південний захід
- Полк — захід
- Платт — північний захід

## Виноски
1. ↑  US Decennial Census. US Census Bureau. Архів оригіналу за 26 квітня 2015. Процитовано 6 грудня 2014.
2. ↑  Historical Census Browser. University of Virginia Library. Архів оригіналу за 26 грудня 2013. Процитовано 6 грудня 2014.
3. ↑  Population of Counties by Decennial Census: 1900 to 1990. US Census Bureau. Архів оригіналу за 27 квітня 2015. Процитовано 6 грудня 2014.
4. ↑  Census 2000 PHC-T-4. Ranking Tables for Counties: 1990 and 2000 (PDF). US Census Bureau. Архів оригіналу (PDF) за 18 грудня 2014. Процитовано 6 грудня 2014.
5. ↑  State & County QuickFacts. US Census Bureau. Архів оригіналу за 22 листопада 2015. Процитовано 17 вересня 2013. [Архівовано 2011-06-07 у Wayback Machine.](англ.) Наведено за англійською вікіпедією.
6. ↑  American FactFinder. Бюро перепису населення США. Архів оригіналу за 26 лютого 2012. Процитовано 31 січня 2008. [Архівовано 2008-05-21 у Wayback Machine.]

| США | Це незавершена стаття з географії США. Ви можете допомогти проєкту, виправивши або дописавши її. |